# 曹穆
曹穆（？—229年7月29日），魏明帝曹睿次子。
太和二年九月廿九乙酉日（228年11月13日），魏明帝曹睿立皇子曹穆为繁阳王。太和三年六月廿一癸卯日（229年7月29日），繁阳王曹穆去世，生年不详。